# Breznica pri Žireh
Breznica pri Žireh je naselje v Občini Žiri.